# Lasse Rosenboom
Lasse Rosenboom (Aurich, 19 januari 2002) is een Duitse voetballer die doorgaans als rechtervleugelverdediger speelt. In 2023 maakte hij zijn debuut in het betaalde voetbal voor Holstein Kiel in de 2. Bundesliga. Hij staat nog altijd onder contract bij de Noord-Duitse club. 

## Clubloopbaan

### Jeugd
Rosenboom begon met voetballen bij TuS Holtriem in Oost-Friesland. Via JFV Norden uit het gelijknamige stadje in Nedersaksen en JFV Nordwest in Oldenburg kwam hij in 2017, na een succesvolle proeftraining, op 15-jarige leeftijd terecht in het Leistungszentrum van Werder Bremen.

#### Werder Bremen
Rosenboom begon in de jeugdopleiding van Werder Bremen bij de onder-16 en werd daar als nieuwkomer direct aanvoerder. Een jaar later volgde de overstap naar de onder-17, waarin hij op 12 augustus 2018 als centrale verdediger debuteerde in de met 4-1 gewonnen competitiewedstrijd tegen de leeftijdsgenoten van Chemnitzer FC. Op 30 september maakte hij zijn eerste doelpunt in deze categorie tijdens de met 9-0 gewonnen thuiswedstrijd tegen SC Borgfeld, waarin hij in de 75e minuut de negende treffer voor zijn rekening nam. Na één seizoen schoof hij door naar de onder-19 en maakte daar op 11 augustus 2019 zijn debuut in de met 0-2 gewonnen uitwedstrijd tegen Dynamo Dresden, waarin hij als rechtervleugelverdediger in de basis begon. Twee weken later maakte hij zijn eerste doelpunt bij de onder-19 tijdens de met 0-5 gewonnen uitwedstrijd tegen FC St. Pauli, waar hij in de vierde minuut de score opende. Na twee seizoenen bij de onder-19 maakte hij de overstap naar de senioren. In de jeugdopleiding speelde hij samen met onder anderen Nick Woltemade, Yannik Engelhardt en Eren Dinkçi.

### Werder Bremen
In de voorbereiding op het seizoen 2021/22 wist Rosenboom geen plek in de eerste selectie van Werder Bremen te veroveren, waardoor hij werd ingedeeld bij het tweede elftal. Op 13 augustus 2021 maakte hij als rechtervleugelverdediger zijn basisdebuut in de met 3-0 verloren uitwedstrijd tegen VfB Oldenburg. De rest van het seizoen bleef hij op die positie spelen. In zijn tweede seizoen miste hij zeven wedstrijden door een hamstringblessure, maar kwam desondanks tot 27 optredens, merendeels als basisspeler. Aan het einde van het seizoen degradeerde het team uit de Regionalliga Nord. Na 52 wedstrijden in deze competitie vervolgde Rosenboom zijn loopbaan bij Holstein Kiel.
In de voorbereiding op het seizoen 2021/22 lukte het Rosenboom niet om een plek te veroveren in de eerste selectie waardoor hij in het tweede elftal kwam te spelen. Op 13 augustus maakte hij in dit elftal zijn basisdebuut tegen VfB Oldenburg. In het Marschweg-Stadion begon hij in de met 3-0 verloren uitwedstrijd als rechtervleugelverdediger. De rest van het seizoen bleef hij op die positie in het elftal. In zijn tweede seizoen moest hij een zevental wedstrijden vanwege een hamstringblessure aan zich voorbij laten gaan. Ondanks deze kwetsuur kwam hij tot 27 wedstrijden waarbij hij de meeste in de basis mocht starten. Hij kon niet voorkomen dat men aan het einde van het seizoen degradeerde. Na 52 wedstrijden in de Regionalliga Nord besloot Rosenboom om zijn carrière voort te zetten bij Holstein Kiel.

### Holstein Kiel
In juni 2023 tekende Rosenboom een contract tot medio 2026 bij Holstein Kiel. Aan het begin van de voorbereiding op het seizoen 2023/24 sloot hij aan bij de eerste selectie, maar begon het seizoen in het tweede elftal. Gaandeweg het seizoen werd hij definitief bij het eerste elftal gehaald. Op 5 augustus 2023 maakte hij als speler van het tweede zijn debuut in het betaalde voetbal in de 2. Bundesliga. In het Holstein-Stadion viel hij in de laatste minuut in voor Marvin Schulz tijdens de thuiswedstrijd tegen Greuther Fürth. Het restant van het seizoen kwam hij vooral als invaller in actie, tot hij op de 31e speeldag zijn eerste basisplaats kreeg in de thuiswedstrijd tegen 1. FC Kaiserslautern. In de laatste twee competitiewedstrijden, waarin Kiel de promotie veiligstelde, startte hij eveneens in de basis. De club eindigde als tweede en promoveerde daarmee voor het eerst in haar bestaan naar de Bundesliga.
In zijn tweede seizoen (2024/25) maakte Rosenboom een belangrijke stap in zijn carrière door zich gaandeweg te ontwikkelen tot een vaste basisspeler bij Holstein Kiel. Na een aantal invalbeurten veroverde hij een vaste plek in het elftal van de Noord-Duitse club. Op 17 augustus maakte hij tijdens de eerste ronde van de DFB-Pokal zijn eerste doelpunten voor Kiel. In het met 2-3 gewonnen uitduel tegen Alemannia Aachen  keerde hij met twee treffers na zijn invalbeurt een 2-1 achterstand om in een 2-3 voorsprong. Op 21 december scoorde hij zijn eerste Bundesliga-doelpunt in de met 5-1 gewonnen thuiswedstrijd tegen FC Augsburg door in de 12e minuut de 1-1 gelijkmaker te maken. In maart verlengde hij zijn contract bij de club tot 2026, waarbij de exacte duur van het nieuwe contract niet bekend werd gemaakt. In de tweede helft van het seizoen behield Rosenboom zijn basisplaats en scoorde hij op 10 mei zijn tweede doelpunt van het seizoen, ondanks de met 1-2 verloren thuiswedstrijd tegen SC Freiburg. Ondanks zijn persoonlijke prestaties degradeerde Holstein Kiel na één seizoen weer naar de 2. Bundesliga.

## Clubstatistieken
| Seizoen                     | Club             | Competitie        | Competitie | Competitie | Beker | Beker | Internationaal | Internationaal | Overig | Overig | Totaal | Totaal |
| Seizoen                     | Club             | Competitie        | Wed.       | Dlp.       | Wed.  | Dlp.  | Wed.           | Dlp.           | Wed.   | Dlp.   | Wed.   | Dlp.   |
| --------------------------- | ---------------- | ----------------- | ---------- | ---------- | ----- | ----- | -------------- | -------------- | ------ | ------ | ------ | ------ |
| 2021/22                     | Werder Bremen II | Regionalliga Nord | 25         | 1          | –     | –     | –              | –              | –      | –      | 25     | 1      |
| 2022/23                     | Werder Bremen II | Regionalliga Nord | 27         | 1          | –     | –     | –              | –              | –      | –      | 27     | 1      |
| 2023/24                     | Holstein Kiel    | 2. Bundesliga     | 11         | 0          | –     | –     | –              | –              | 14     | 0      | 25     | 0      |
| 2024/25                     | Holstein Kiel    | Bundesliga        | 26         | 2          | 2     | 2     | –              | –              | 4      | 2      | 32     | 6      |
| Carrière totaal             | Carrière totaal  | Carrière totaal   | 89         | 4          | 2     | 2     | –              | –              | 18 *   | 2      | 109    | 8      |
| Bijgewerkt tot 15 juni 2025 |                  |                   |            |            |       |       |                |                |        |        |        |        |

* In de seizoenen 2023/24 (14) en 2024/25 (4) speelde Rosenboom een aantal wedstrijden in het tweede van Holstein Kiel.

## Interlandloopbaan
Rosenboom speelde voor verschillende Duitse nationale jeugdelftallen, waarbij hij met Duitsland –17 deelnam aan een eindtoernooi. In totaal kwam hij 16 keer uit in jeugdinterlands, waarin hij samenspeelde met onder anderen Malik Tillman, Lazar Samardžić, Paul Nebel en Jonas Sterner.

### Duitse jeugdelftallen
Op 26 maart 2018 maakte Rosenboom zijn debuut als rechtervleugelverdediger voor Duitsland –16 , tijdens een oefenwedstrijd tegen Italië.  In het met 1-1 geëindigde duel in het Donaustadion startte hij in de basis en speelde hij de volledige wedstrijd mee. In mei 2019 werd hij geselecteerd voor Duitsland –17 om deel te nemen aan het Europees kampioenschap in Ierland. Rosenboom kwam in alle drie de groepswedstrijden in actie. Duitsland eindigde als derde in de poule en werd daarmee vroegtijdig uitgeschakeld. Op 22 november 2022 speelde hij zijn laatste jeugdinterland voor Duitsland –20, in een wedstrijd tegen Portugal.
| Jeugdinterlands van Lasse Rosenboom voor Duitsland () | Jeugdinterlands van Lasse Rosenboom voor Duitsland () | Jeugdinterlands van Lasse Rosenboom voor Duitsland () | Jeugdinterlands van Lasse Rosenboom voor Duitsland () | Jeugdinterlands van Lasse Rosenboom voor Duitsland () | Jeugdinterlands van Lasse Rosenboom voor Duitsland () |
| №                                                     | Datum                                                 | Wedstrijd                                             | Uitslag                                               | Soort Wedstrijd                                       | Doelpunten                                            |
| Als speler bij Duitsland –16                          | Als speler bij Duitsland –16                          | Als speler bij Duitsland –16                          | Als speler bij Duitsland –16                          | Als speler bij Duitsland –16                          | Als speler bij Duitsland –16                          |
| ----------------------------------------------------- | ----------------------------------------------------- | ----------------------------------------------------- | ----------------------------------------------------- | ----------------------------------------------------- | ----------------------------------------------------- |
| 1.                                                    | 26 maart 2018                                         | Duitsland – Italië                                    | 1 – 1                                                 | Vriendschappelijk                                     |                                                       |
| 2.                                                    | 25 mei 2018                                           | Frankrijk – Duitsland                                 | 2 – 3                                                 | Vriendschappelijk                                     |                                                       |
| Als speler bij Duitsland –17                          |                                                       |                                                       |                                                       |                                                       |                                                       |
| 1.                                                    | 15 oktober 2018                                       | Duitsland – Denemarken                                | 2 – 1                                                 | Vriendschappelijk                                     |                                                       |
| 2.                                                    | 14 november 2018                                      | Ierland – Duitsland                                   | 1 – 4                                                 | Vriendschappelijk                                     |                                                       |
| 3.                                                    | 8 februari 2019                                       | Duitsland – Portugal                                  | 1 – 3                                                 | Vriendschappelijk                                     |                                                       |
| 4.                                                    | 10 februari 2019                                      | Duitsland – Spanje                                    | 0 – 1                                                 | Vriendschappelijk                                     |                                                       |
| 5.                                                    | 12 februari 2019                                      | Duitsland – Nederland                                 | 1 – 3                                                 | Vriendschappelijk                                     |                                                       |
| 6.                                                    | 4 mei 2019                                            | Duitsland – Italië                                    | 1 – 3                                                 | Europees kampioenschap 2019                           |                                                       |
| 7.                                                    | 7 mei 2019                                            | Duitsland – Spanje                                    | 0 – 1                                                 | Europees kampioenschap 2019                           |                                                       |
| 8.                                                    | 10 mei 2019                                           | Duitsland – Oostenrijk                                | 3 – 1                                                 | Europees kampioenschap 2019                           |                                                       |
| Als speler bij Duitsland –20                          |                                                       |                                                       |                                                       |                                                       |                                                       |
| 1.                                                    | 24 maart 2022                                         | Italië – Duitsland                                    | 1 – 1                                                 | Vriendschappelijk                                     |                                                       |
| 2.                                                    | 29 maart 2022                                         | Engeland – Duitsland                                  | 3 – 1                                                 | Vriendschappelijk                                     |                                                       |
| 3.                                                    | 23 september 2022                                     | Duitsland – Polen                                     | 2 – 1                                                 | Vriendschappelijk                                     |                                                       |
| 4.                                                    | 26 september 2022                                     | Roemenië – Duitsland                                  | 0 – 1                                                 | Vriendschappelijk                                     |                                                       |
| 5.                                                    | 16 november 2022                                      | Tsjechië – Duitsland                                  | 2 – 2                                                 | Vriendschappelijk                                     |                                                       |
| 6.                                                    | 22 november 2022                                      | Duitsland – Portugal                                  | 0 – 1                                                 | Vriendschappelijk                                     |                                                       |
| Bijgewerkt tot 17 maart 2024                          |                                                       |                                                       |                                                       |                                                       |                                                       |